# Yacutingo (Huancapón)
Yacutingo es una localidad peruana ubicada en el distrito de Huancapón, perteneciente a la provincia de Cajatambo del departamento de Lima, al centro oeste del Perú. 

## Ubicación
Yacutingo se ubica al norte de la provincia de Cajatambo, en el distrito de Huancapón, en el departamento de Lima.

## Demografía
En 2017 Yacutingo tenía una población de 2 habitantes y 2 viviendas.
| Gráfica de evolución demográfica de Yacutingo entre 1993 y 2017 |
|                                                                 |
| Fuentes: Población 1993 (Yacutinconi) y 2017                    |